# Pescadoiras
Pescadoiras (en francès Pescadoires) és un municipi francès situat al departament de l'Òlt i a la regió d'Occitània.
El municipi té Pescadoiras com a capital administrativa, i també compta amb els agregats de lo Batut, Vidal i las Gravas.

## Demografia
| 1962                                       | 1968 | 1975 | 1982 | 1990 | 1999 | 2007 |
| ------------------------------------------ | ---- | ---- | ---- | ---- | ---- | ---- |
| 126                                        | 148  | 146  | 150  | 133  | 128  | 134  |
| Des de 1962: població sense dobles comptes |      |      |      |      |      |      |

## Administració
| Període | Identitat         | Partit |
| ------- | ----------------- | ------ |
| 2001-   | Serge Bladinières | PRG    |